# Naila
Naila er en by i Landkreis Hof i den bayerske regierungsbezirk Oberfranken i det sydlige Tyskland. Den ligger omkring 18 kilometer vest for byen Hof i Frankenwald i den aller nordligste del af Bayern. Naila har haft stadssretteigheder siden 1454 og var indtil 1972 administrationsby i Landkreis Naila og siden 1993 Mittelzentrum.

## Geografi
Naila ligger i den østlige del af Frankenwald ved floden Selbitz. Selve byen ligger 501 moh., og det højeste punkt i kommunen er 710 moh. på en højde ved Döbrastöcken op mod Döbraberg; det lavest punkt er 488 moh. ved Selbitz' indløb i Höllental.

### Inddeling
Naila består ud over hovedbyen af seks landsbyer: Culmitz mod sydvest, som blev indlemmet i 1971, Lippertsgrün (1978) og Marlesreuth (1978) samt mod nord i Selbitzdalen Froschgrün (1920), Marxgrün (1978) og Hölle (1978).